# Vela nos Jogos Olímpicos de Verão da Juventude de 2010 - Techno 293 masculino
As competições da classe Techno 293 masculino nos Jogos Olímpicos de Verão da Juventude de 2010 foram disputadas entre os dias 17 e 25 de agosto no Centro Nacional de Vela, em Singapura. 21 atletas participaram deste evento.
Inicialmente, estavam previstas dezesseis regatas antes da regata decisiva, porém, devido às más condições do tempo, apenas dez foram efetivamente realizadas, além da regata da medalha. Cada atleta teve o direito de descartar seu pior resultado.

## Medalhistas
| Ouro   | ISR Mayan Rafic              |
| Prata  | HKG Chun Leung Michael Cheng |
| Bronze | GBR Kieran Martin            |

## Resultados
A regata M é a regata que valeu medalha.
| Pos.              | Atleta                          | Regata | Regata | Regata | Regata | Regata | Regata | Regata | Regata | Regata | Regata | Regata |     | Pontos perdidos |
| Pos.              | Atleta                          | 1      | 2      | 3      | 4      | 5      | 6      | 7      | 8      | 9      | 10     | M      |     | Pontos perdidos |
| ----------------- | ------------------------------- | ------ | ------ | ------ | ------ | ------ | ------ | ------ | ------ | ------ | ------ | ------ | --- | --------------- |
| Medalha de ouro   | ISR Mayan Rafic                 | 5      | 1      | 2      | 1      | 2      | 4      | 1      | 1      | 1      | 8      | 4      | 22  |                 |
| Medalha de prata  | HKG Chun Leung Michael Cheng    | 2      | 5      | 3      | 4      | 3      | 1      | 2      | 7      | 3      | 3      | 5      | 31  |                 |
| Medalha de bronze | GBR Kieran Martin               | 1      | 2      | 8      | 3      | 1      | 10     | 3      | 3      | 4      | 6      | 1      | 32  |                 |
| 4                 | KOR Chaneui Kim                 | 3      | 4      | 1      | 9      | 8      | 2      | 4      | 6      | 2      | 2      | 3      | 35  |                 |
| 5                 | RUS Artem Murashev              | 6      | 6      | 5      | 2      | 12     | 5      | 6      | 5      | DSQ    | 1      | 2      | 50  |                 |
| 6                 | FRA Maxime Labat                | 7      | 3      | 6      | 6      | 6      | 3      | 22     | 2      | 7      | 7      | 8      | 55  |                 |
| 7                 | ARG Bautista Saubidet Birkner   | 10     | 8      | 7      | 16     | 5      | 7      | 5      | 4      | 6      | 9      | 6      | 67  |                 |
| 8                 | JPN Daiya Kuramochi             | 4      | 7      | 10     | 8      | 7      | 11     | 7      | OCS    | 9      | 4      | 10     | 77  |                 |
| 9                 | ITA Daniele Benedetti           | 8      | 11     | 14     | 7      | 4      | 6      | 8      | 9      | 8      | 14     | 12     | 87  |                 |
| 10                | PUR Alejandro Luis Pacheco      | 11     | 13     | 9      | 14     | 10     | 9      | OCS    | 13     | 5      | 5      | 7      | 96  |                 |
| 11                | POL Robert Pellowski            | 15     | 10     | 13     | 13     | 11     | 13     | 14     | 10     | 10     | 13     | 11     | 118 |                 |
| 12                | HUN Andras Nikl                 | 12     | 9      | 12     | 5      | 18     | 16     | DSQ    | 11     | 16     | 12     | 9      | 120 |                 |
| 13                | LAT Ronalds Kaups               | 9      | 15     | 16     | 10     | 13     | 17     | 9      | 8      | 14     | 15     | 19     | 128 |                 |
| 14                | MEX Jose Davila                 | RAF    | 16     | 4      | 11     | 14     | 12     | 11     | 16     | 12     | 16     | 18     | 130 |                 |
| 15                | EST Nikita Rom                  | 14     | 17     | 18     | 17     | 17     | 18     | 15     | 17     | 13     | 11     | 13     | 152 |                 |
| 16                | PER Matias Canseco              | 17     | 12     | 19     | 15     | 15     | 15     | 13     | 18     | 15     | 17     | 17     | 154 |                 |
| 17                | ALG Omar Noureddine Bouabdallah | 16     | 14     | 17     | DNF    | RAF    | 8      | 12     | OCS    | 11     | 19     | 14     | 155 |                 |
| 18                | GUA Juan Lejarraga McSweeney    | 18     | 18     | 11     | 18     | 20     | 20     | 16     | 14     | 17     | 10     | 15     | 157 |                 |
| 19                | NED Kiran Badloe                | 13     | 19     | DNF    | DNS    | 9      | 19     | 10     | 12     | DNC    | DNC    | 16     | 164 |                 |
| 20                | USA Ian Stokes                  | OCS    | 20     | 15     | 12     | 19     | 14     | 17     | 15     | 18     | 18     | 21     | 169 |                 |
| 21                | GRE Efstratios Doukas           | 19     | 21     | 20     | 19     | 16     | 21     | 18     | 19     | DNF    | 20     | 20     | 193 |                 |

### Legenda
- OCS – On the Course Side of the starting line
- DSQ – Desclassificado (Disqualified)
- DNF – Não completou (Did Not Finish)
- DNS – Não largou (Did Not Start)
- BFD – Desclassificado por bandeira preta (Black Flag Disqualification)
- RAF – Aposentou-se ao fim da competição (Retired after Finishing)